# ウィリアム・グレンヴィル (初代グレンヴィル男爵)
初代グレンヴィル男爵ウィリアム・ウィンダム・グレンヴィル（英語: William Wyndham Grenville, 1st Baron Grenville, PC PC (Ire)、1759年10月25日 - 1834年1月12日）は、イギリスの政治家、貴族。
首相ジョージ・グレンヴィルの三男であり、1782年に庶民院議員に当選して政界入り。はじめ従兄にあたる小ピットに近い立場を取り、その第1次内閣で閣僚職を歴任した。特に外務大臣を1791年から1801年までの長期間にわたって務め、対仏強硬外交を主導した。1801年に小ピットが辞職した際には一緒に辞職したが、この下野時に小ピットと疎遠になり、ホイッグ党のチャールズ・ジェームズ・フォックスに接近、1806年にはフォックスたちとともに「挙国人材内閣」を成立させ、その首相（在職：1806年2月11日 – 1807年3月31日）となった。イギリス本国における奴隷貿易廃止を実現した。しかしフォックスの急死や、カトリック解放問題をめぐって国王ジョージ3世と対立を深めたことで辞職に追い込まれた。

## 経歴

### 生い立ち
1759年10月25日、後に首相を務める政治家ジョージ・グレンヴィル（1712年 – 1770年11月）とその妻エリザベス（1769年12月5日没、第3代準男爵サー・ウィリアム・ウィンダムの娘）の間の三男としてバッキンガムシャーに生まれる。長兄に後に初代バッキンガム侯爵に叙されるジョージ・ニュージェント＝テンプル＝グレンヴィル、次兄にトマス・グレンヴィルがいる。
1770年から1776年までイートン・カレッジで教育を受けた後、1776年12月14日にオックスフォード大学クライスト・チャーチに入学、1780年にB.A.の学位を修得した。1780年4月6日にリンカーン法曹院に入学、1782年まで在学したが、弁護士資格免許は取得しなかった。
イートン・カレッジへの入学に前後して両親が死去、さらにオックスフォード大学在学中の1779年には後見人で伯父にあたる第2代テンプル伯爵リチャード・グレンヴィル＝テンプルも死去したため、両親の末男であるグレンヴィルは兄ジョージからの援助に頼ることになった。そのため、政界入り直後は兄と共同歩調をとることが多かったが、兄は1783年末にチャールズ・ジェームズ・フォックスの東インド法案を否決させるにあたり国王への影響力を濫用したとして批判され、官職辞任を余儀なくされた。
リンカーン法曹院在学中にグースツリーズ（Goosetree's）という、新米議員や選挙出馬を検討している人物が集まるクラブに加入、そこで後に首相となる従兄の小ピットとも会ったが、2人は1782年末まではそれほど親しくなかったという。

### 政界入りし、小ピット内閣で閣僚歴任
1782年2月にバッキンガム選挙区から選出され、ホイッグ党所属の庶民院議員となった。1784年からはバッキンガムシャー選挙区から選出される。以降1790年にグレンヴィル男爵に叙されて貴族院議員に転じるまでこの議席を維持した。
政界入りした1782年2月はノース内閣の末期にあたり（首相ノース卿は1782年3月に辞任）、グレンヴィルは庶民院議員に就任してすぐに採決で野党の一員として投票した。続く第2次ロッキンガム侯爵内閣では政権を支持、同年7月にシェルバーン伯爵内閣が成立すると、9月にアイルランド担当大臣に就任するとともにアイルランド枢密顧問官（PC(Ire)、1782年9月15日就任）に列した。
1783年3月に兄ジョージがアイルランド総督を辞任、4月にフォックス＝ノース連立内閣が成立すると、ウィリアムも6月にアイルランド担当大臣を辞した。また、1783年1月から2月にかけて、ロンドンで権利放棄法（Renunciation Act）をめぐる交渉を行っていたときに小ピットと親しい友人になり、4月には連立内閣の倒閣をめぐり小ピットに協力することに同意した。
1783年12月には小ピットが首相となり、彼の長期政権で閣僚職を歴任することになる。同12月31日にイギリス枢密顧問官(PC)に列し、1784年1月に陸軍支払長官に就任した。1784年3月に商務庁委員に就任、1786年から1789年にかけては商務庁副長官を務めた。1786年末には叙爵の申請を検討するようになったが、このときは庶民院を離れることを躊躇し、一旦は諦めた。
1789年1月に庶民院議長チャールズ・ウルフラン・コーンウォールが死去すると、グレンヴィルは1月5日にその後任に当選したが、6月には内務大臣への任命により庶民院議長を辞任した。その後、1789年から1791年まで内務大臣を、1790年から1793年までインド庁長官を務めた。1790年イギリス総選挙では無投票で再選したが、議会の開会日にグレンヴィル男爵に叙され、貴族院議員に転じた。この叙爵は小ピットが手配したものだったが、大法官の初代サーロー男爵エドワード・サーローの抑止力とするという思惑もあった。グレンヴィルは叙爵に喜んだが、叙爵は同時に責務が増えることと、庶民院で株を上げてきた時点で貴族院に移籍しなければならないことを意味した。
1791年から1801年という長期間にわたって外務大臣を務めた。グレンヴィルは外交について最初は楽観視して、1791年8月の手紙でシストヴァ条約に喜び、1792年11月の手紙で対仏戦争の不参戦に賛同したが、イギリスが対仏戦争に巻き込まれた後に書いた手紙（1794年9月）では「フランス共和国の確立がヨーロッパの全ての政府の転覆を意味する」（in the establishment of the French republic is included the overthrow of all the other governments of Europe）とし、「2つの政治制度が存在をかけている」（the existence of the two systems of government was fairly at stake）という意見を述べた。そのためか、グレンヴィルは閣議で講和交渉が持ち上がるごとに強硬策を主張したという。このように、フランス革命戦争からナポレオン戦争初期までの対フランス強硬外交を主導した。小ピットは外交面に不得手なところがあり、グレンヴィルに頼る部分は大きかったという。グレンヴィルの強硬策は貴族院でも支持を受け、1800年初の戦争継続をめぐる動議は賛成92票、反対6票で可決された。
一方で外務大臣就任以降も内政への関与も続け、1793年5月22日に人身保護法停止法案（Habeas Corpus Suspension Act）の第一読会を動議、その日のうちに貴族院の第三読会まで通過させたほか、1795年11月に反逆行為法案を、12月に扇動集会法案を提出した。また、1799年3月にはグレートブリテン王国とアイルランド王国の合同を支持して4時間にわたる演説をした。

### 野党として
1801年に小ピットがカトリック解放問題に躓いて辞職した際には彼も一緒に辞職した。その引き金になったのは、グレートブリテン王国とアイルランド王国の合同に伴い連合王国議会が成立したとき、カトリック信者にも議員就任の権利を与えることをジョージ3世に拒否されたことだった。この下野時、ヘンリー・アディントン（後の初代シドマス子爵）内閣に対する野党活動を行うことを小ピットに進言したが、小ピットは「党派を形成して陛下の政府に反抗することは罪悪」という価値観を持つ政党政治反対派だったので、明確な反対党領袖にはなりたがらなかった。
この件でグレンヴィルは小ピットを見限り、「新しい反対党」と称する反対党派を自ら形成した。「新しい」というのはホイッグ党のチャールズ・ジェームズ・フォックスを「古い反対党」と揶揄したものである。しかし結局1804年1月にはフォックスたちに接近を図った。流れに取り残されることを恐れた小ピットもこれとは別に反対党を形成し、アディントン政権攻撃を開始するようになった。小ピットの閣外協力に期待していたアディントンは1804年5月に辞職を余儀なくされ、小ピットが再び組閣の大命を受けた。
小ピットと疎遠になっていたグレンヴィルは入閣せず、フォックスとともに反対党を続けたが、小ピットは首相再任からわずか2年後の1806年1月に病死した。ジョージ3世は後任首相の選定に苦慮したが、結局第3代ポートランド公爵ウィリアム・キャヴェンディッシュ＝ベンティンクから「アウステルリッツ後の状況を鑑み、反対党に組閣させるのが得策」との助言を受けたことでグレンヴィルに組閣の大命を与えることにした。

### 「挙国人材内閣」組閣
1806年2月に組閣したグレンヴィル内閣は、フォックスたちの入閣でトーリー・ホイッグ横断的な内閣となったので、「挙国人材内閣」と呼ばれた（ただしピット派は参加せず）。同内閣は「ホイッグ党内閣」に分類されることも多いが、グレンヴィル卿自身は正式のホイッグ党員ではなく、またホイッグからの入閣者は5人だけだったため、そう定義できるかは疑問視されている。
フォックスらホイッグ領袖が入閣したことによりグレンヴィル内閣の政治改革への機運は高く、イギリス本国における奴隷貿易廃止はこの内閣で取り決められた。カトリック解放にも取り組もうとしたが、外交ではフランスとの交渉が決裂した上、海外遠征もことごとく失敗した。また、内閣の重しであるフォックスが1806年9月に病死したことで閣内の不協和音が高まった。その後、カトリック解放をめぐり国王ジョージ3世と対立した結果、1807年3月に辞職に追い込まれた。

#### 奴隷貿易廃止
グレンヴィル自身は1780年代より奴隷貿易廃止を支持しており、1789年5月の奴隷貿易に関する決議案の弁論ではウィリアム・ウィルバーフォースの演説を「庶民院、イングランド人民、ひいては全ヨーロッパの人民、そして後世の人々の感謝に値する」（entitled him to the thanks of the house, of the people of England, of all Europe, and of the latest posterity）と激賞した。そして、ウィルバーフォースによる奴隷貿易廃止運動が盛り上がる中、1806年には海外奴隷貿易法（Foreign Slave Trade Act）を可決させ、イギリスが占領した他国の植民地にイギリス国民が奴隷を輸入することを禁じた。
1807年1月2日に奴隷貿易廃止法案を提出した後、グレンヴィルは貴族院で演説して法案への支持を訴え、2月5日に法案を第二読会に提出するときはイギリス本国で奴隷貿易を禁止すれば、他国もイギリスの海上封鎖により奴隷貿易を継続できないと力説した。その後、法案は可決され、3月25日に国王の裁可を受けた（ただし、大英帝国植民地においては奴隷貿易が合法のままとなった）。
奴隷貿易廃止の立役者は一般的には全国レベルの奴隷制度廃止運動の指導者たるウィルバーフォースに帰するが、現代ではグレンヴィルも奴隷貿易廃止を議会立法として推進するという重要な役割を果たしたとして評価されている。

#### アイルランド対策
グレンヴィルのアイルランド政策は諸派の和解を試みることであり、その目的はアイルランドから選出された議員を味方につけることだった。アイルランド政界のプロテスタントはグレートブリテン王国との合同の支持派と反対派とで分裂していたが、グレンヴィルは両派への利益分配を均等割りにし、一方カトリックに対しては少数ながら官職任命を行い、またカトリック解放運動のパトロンとして行動した。
しかし、カトリック解放運動のパトロンになることは同時に爆弾を抱え込むことになった。すなわち、アイルランドのカトリックは1806年イギリス総選挙の後にカトリック解放請願を議会に提出しようとしたが、そうするとグレンヴィルはカトリック解放運動のパトロンとして賛成せざるを得なくなる。これは確実にジョージ3世の不興を買うことになり、結果的には内閣の崩壊を招くので、グレンヴィルは代わりにカトリックが陸軍で大将まで昇進できるようにする法案を提出、アイルランドのカトリックをなだめようとした。
グレンヴィルはジョージ3世に法案を認めさせようと努力したが、ジョージ3世は裁可を与えないと表明、さらに内閣にカトリック問題を二度と提起しないことへの約束を要求した。これによりグレンヴィルは法案を取り下げたが、カトリック問題を提起しない約束は拒否、結果的には1807年3月に辞職に追い込まれた。

### 首相退任後

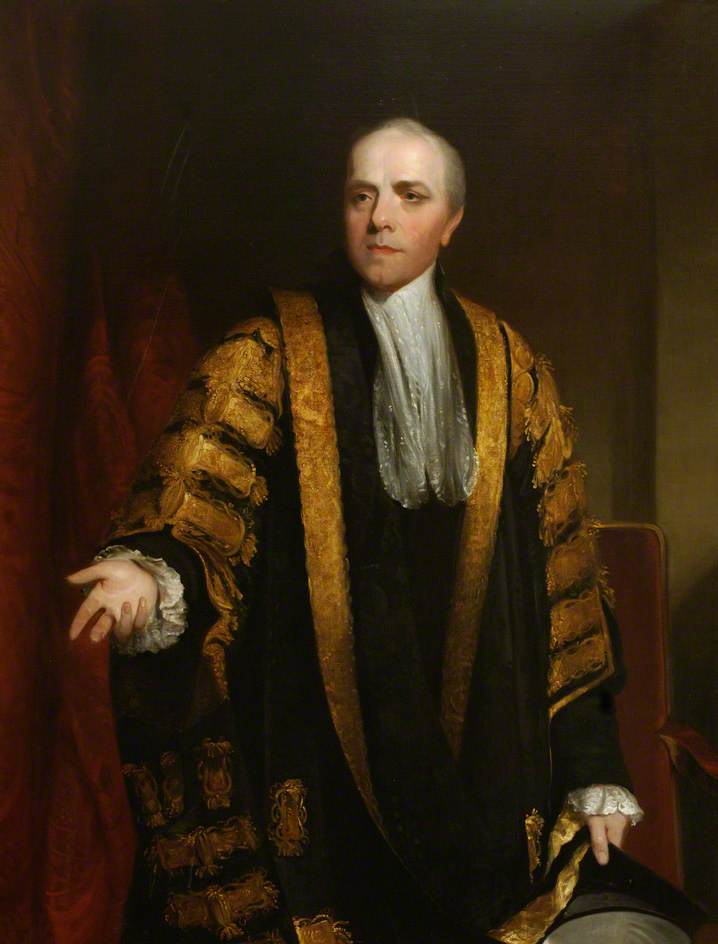
オックスフォード大学学長としての肖像画。ウィリアム・オーウェン画、オリオル・カレッジ所蔵。

代わってポートランド公爵内閣が成立。同内閣はすぐに解散総選挙を行ったが、このときの選挙で曖昧になっていたホイッグとトーリーの色分けが復活し、国王のグレンヴィル解任を支持する者たちが「トーリー」、反対する者たちが「ホイッグ」となった。つまりグレンヴィル卿はホイッグということになった。1809年にポートランド公爵内閣が倒れると、グレンヴィルと第2代グレイ伯爵チャールズ・グレイを政権に就ける動きがあり、1811年初には摂政王太子がパーシヴァル内閣の更迭を検討したが、いずれも実現しなかった。
ポートランド公爵の死に伴いオックスフォード大学学長が空位になったが、その後任選挙においてはグレンヴィル、初代エルドン男爵ジョン・スコット、第6代ボーフォート公爵ヘンリー・サマセットの3人が出馬、選挙戦が白熱した。しかし、エルドン男爵もボーフォート公爵もトーリー党所属だったため票が割れ、結局はグレンヴィル406票、エルドン393票、ボーフォート288票でグレンヴィルが当選した。これによりグレンヴィルは1809年12月23日にD.C.L.の学位を授与され、1810年1月10日に学長に就任、以降1834年まで学長を務めた。
首相退任後には再び官職につくことはなかったが、政界への関与を続けた。また、ホイッグ党の指導者の1人として行動し、貴族院での採決は概ねホイッグ党を支持したが、オックスフォード英国人名事典によればフォックス派との政見の違いが多く、1812年に一旦グレンヴィル派とフォックス派の間で妥協がなされたが、1815年にはナポレオン戦争が終結するなど情勢が変わり、1817年までにホイッグ党の指導者の座を完全にグレイ伯爵に譲った。1823年に麻痺を起こした後、バッキンガムシャーのドロップモア（Dropmore）で引退生活を送ったが、以降も1828年に減債基金廃止を支持するパンフレットの出版などで一定の影響力を有した。
ホイッグ党の指導者から降りた後も一貫してカトリック解放への支持を続け、1819年6月にグレイ伯爵が提出したカトリック解放法案に賛成、1822年6月21日に第4代ポートランド公爵ウィリアム・キャヴェンディッシュ＝スコット＝ベンティンクのカトリック貴族法案の第二読会が行われたときも支持を表明した。1829年にローマ・カトリック信徒救済法が可決されたときには自身の一生が「無駄」（in vain）ではなかったと喜んだ。
1834年1月12日にドロップモア・ロッジで死去、バーナムで埋葬された。後継者がおらず、爵位は廃絶した。

## 爵位
1790年11月25日に以下の爵位を新規に叙された。
- バッキンガム州におけるウォトン＝アンダー＝バーヌウッドの初代グレンヴィル男爵 (1st Baron Grenville, of Wotton-under-Bernewood in the County of Buckingham)
（勅許状によるグレートブリテン貴族爵位）

## 家族

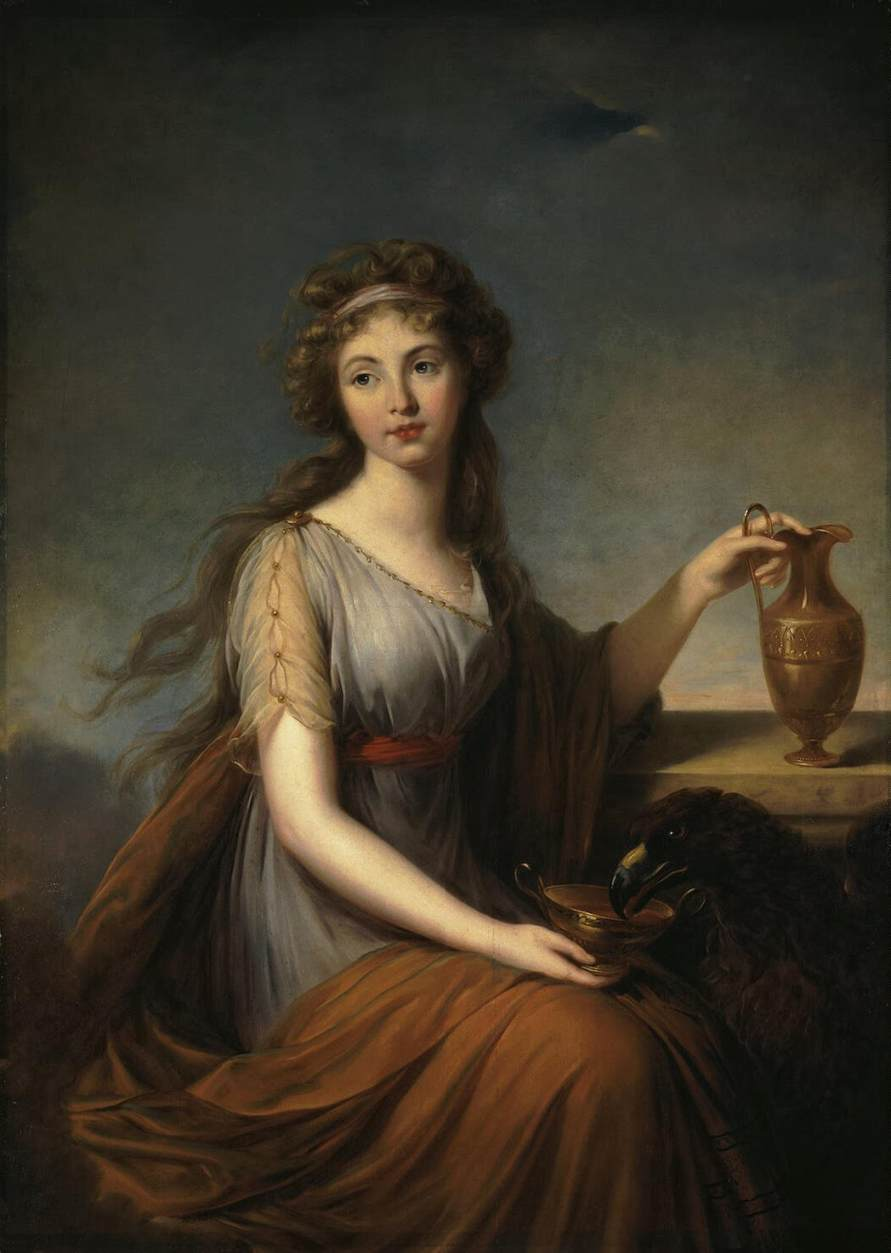
グレンヴィルの妻アン。エリザベート＝ルイーズ・ヴィジェ＝ルブラン画、1792年。

1792年に初代キャメルフォード男爵トマス・ピット（大ピットの大甥）の娘アン（1772年9月10日 – 1864年6月13日）と結婚したが、子供はなかった。

## 評価
ブリタニカ百科事典第11版によると、グレンヴィルは最高の才能を有さなかったが、率直で勤勉であり、また政治の知識も持ち合わせた。さらに持論が穏健だったため、政治における影響力を確保する結果となった。英国人名事典も同様の評価を下したものの、物腰が冷淡で人気はなかったとも評した。また、性格が父に似たとした。
初代ブルーム＝ヴォークス男爵ヘンリー・ブルームは回想録でグレンヴィルの勤勉さについて実例を挙げた。1807年にスコットランド民事上級裁判所（Court of Session）の改革案が提出されたが、グレンヴィルはそれまで民事上級裁判所について知らなかったにもかかわらず、「改革案について優れた演説をし、グレンヴィルが述べたスコットランド法に関する論点の誤りを指摘できる法律家はいなかった」という。
英国人名事典は党派的立場という面において、グレンヴィルは無定見であるとしたが、その理由をフランス革命への警戒と、強圧的な政策の有効性への信頼に帰した。ただし、カトリック解放をめぐってはそれを2度も堅持して（外務大臣と首相を）辞任し、2度目の辞任以降はカトリック解放への堅持が官職就任を不可能にした理由にもかかわらずそれを曲げなかったという。